# Железнодорожные войска

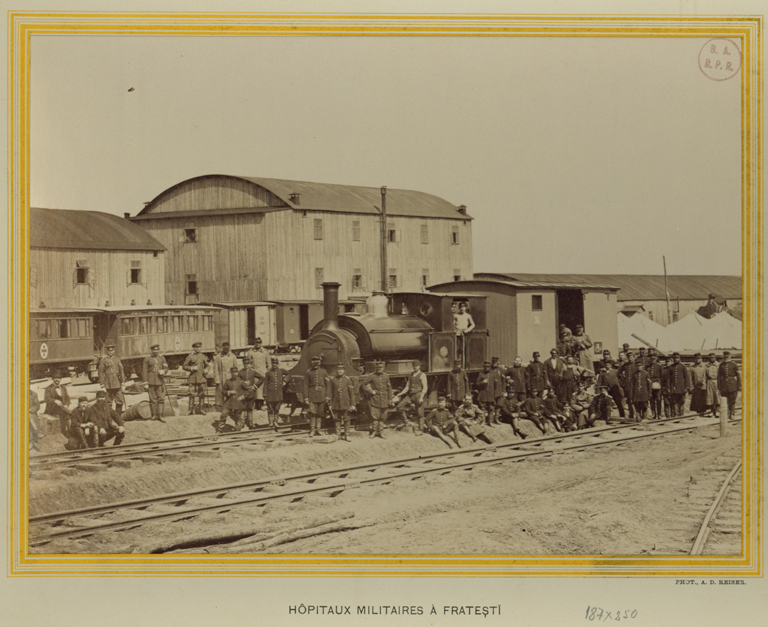
Строительство железной дороги Бухарест — Зимница, ЖДВ РИА.

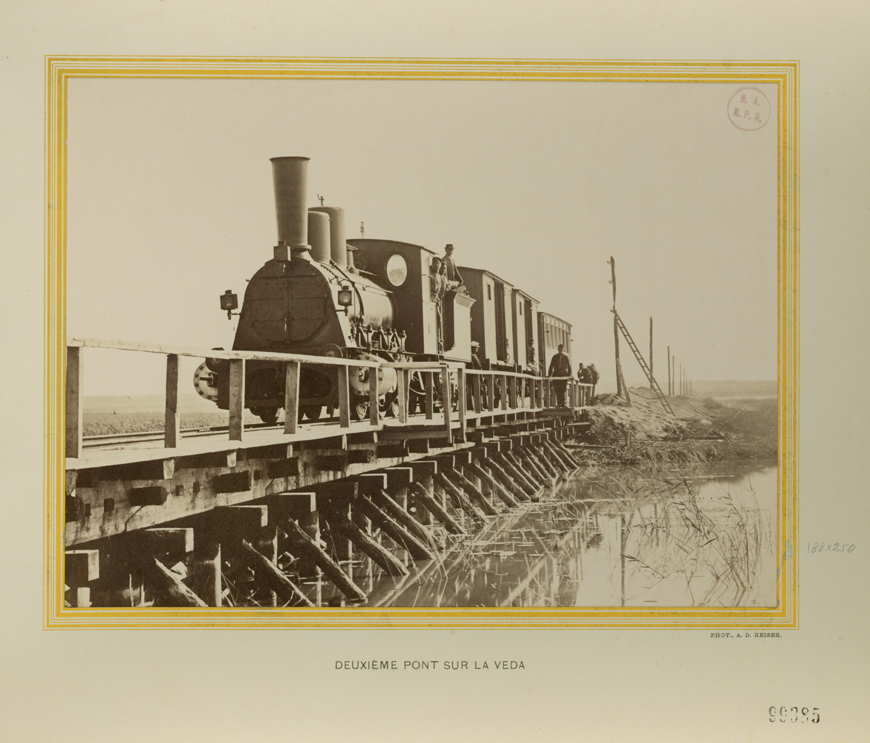
Строительство железной дороги Бухарест — Зимница, ЖДВ РИА.

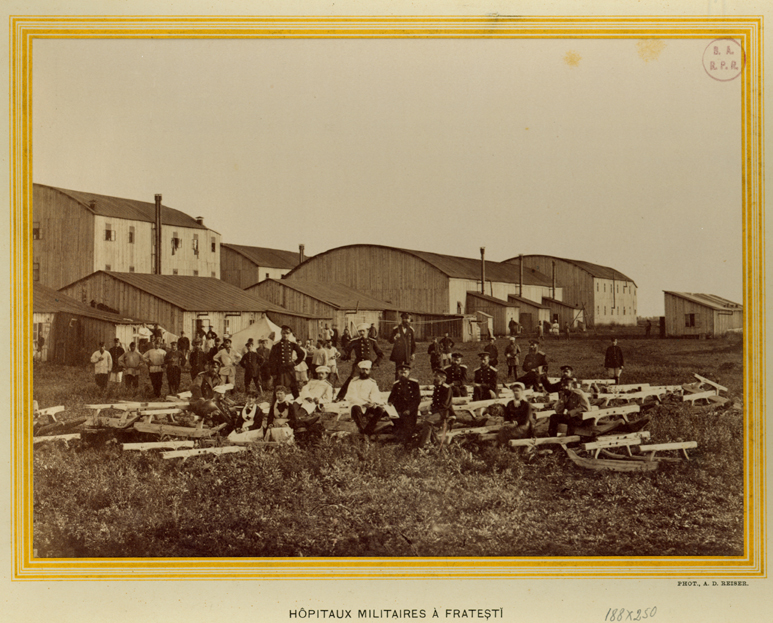
Строительство железной дороги Бухарест — Зимница, ЖДВ Русской армии.

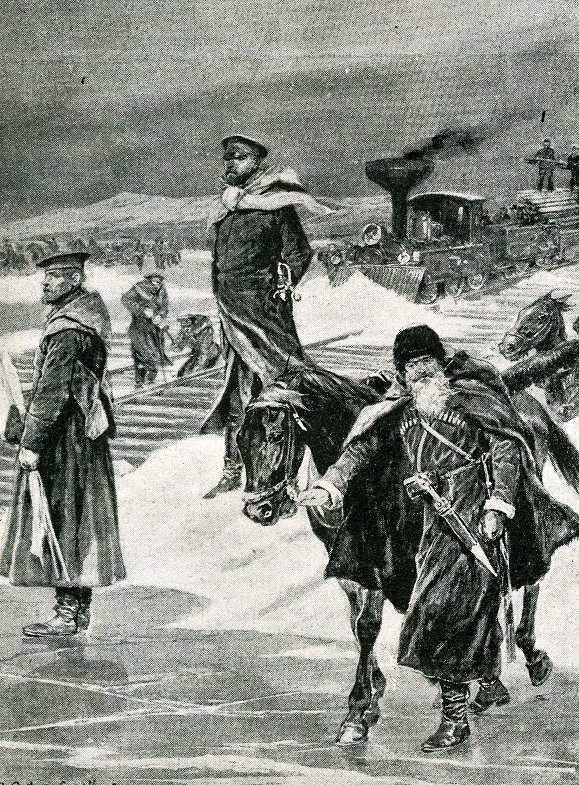
Строительство пути. Воинский поезд РИА в Азии, иллюстрация из «Патриота», 6 марта 1904 года.

Железнодорожные войска (ЖДВ) — специальное формирование (объединение, войска) вооружённых сил некоторых государств мира, участвующее в обеспечении обороноспособности государства и страны.
ЖДВ являются специальными войсками и предназначены для строительства, восстановления и заграждения (защиты) объектов железнодорожных путей сообщения на театрах войны (театрах военных действий). Кроме того, железнодорожные войска принимают участие в ликвидации последствий чрезвычайных ситуаций (ЧС). Первые подразделения железнодорожных войск в мире, созданы в ВС России в 1851 году, в составе инженерных войск Русской императорской армии. В других государствах могут называться транспортными войсками.

## Техническое оснащение

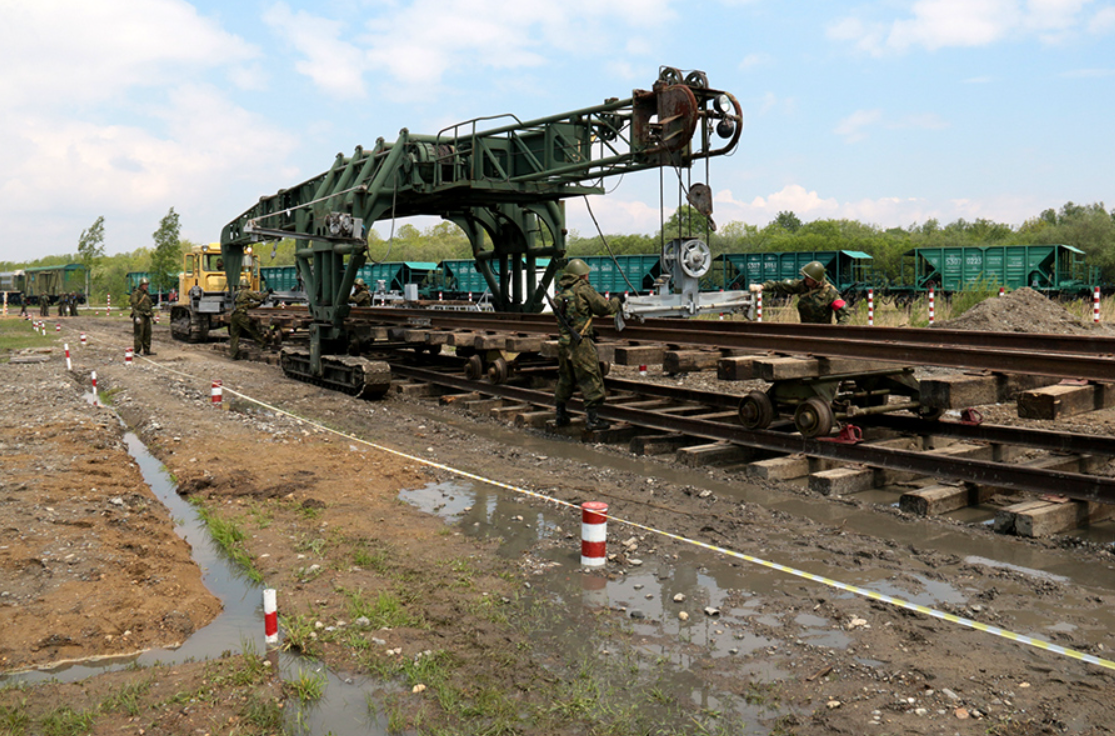
Гусеничный путеукладчик Железнодорожных войск России.

Тактический знак NATO — OTAN для обозначения железнодорожных формирований на карте и в документах.

В распоряжении железнодорожных войск имеются разные высокопроизводительные комплексы машин и инструментов, конструкции и приспособления для восстановления и строительства железных дорог.
В комплексы входят:
- путеукладчики и другие путевые машины,
- сваебойное и буровзрывное оборудование,
- мостовые краны,
- сборно-разборные пролётные строения и опоры,
- сборно-разборные эстакады,
- специализированное имущество наплавных железнодорожных мостов,
- водолазное снаряжение,
- минно-взрывное вооружение, также средства разминирования, в том числе специальные,
- средства аварийного восстановления железнодорожного полотна (не применяемые вне боевых участков).

## Железнодорожные войска по странам

### Беларусь
11 мая 2006 года Президент Республики Беларусь Александр Лукашенко подписал Указ № 312 «О некоторых мерах по совершенствованию транспортного обеспечения Вооружённых Сил, других войск и воинских формирований Республики Беларусь». Документ принят в целях создания единой системы транспортного обеспечения Вооружённых Сил, других войск и воинских формирований Беларуси. Согласно Указу на базе существующих железнодорожных, автомобильных и дорожных войск создаются транспортные войска Беларуси, которые являются специальными войсками и предназначены для транспортного обеспечения воинских формирований Беларуси. Соответственно на базе Департамента железнодорожных войск и структурного подразделения Министерства обороны, ведающего вопросами военных сообщений, автомобильных и дорожных войск, создаётся орган военного управления транспортных войск — Департамент транспортного обеспечения Министерства обороны. В положениях, утверждённых Указом, определены задачи и организационные основы деятельности транспортных войск, задачи и функции Департамента транспортного обеспечения Министерства обороны. В частности, на транспортные войска возлагаются такие основные задачи, как техническое прикрытие, восстановление, повышение живучести и пропускной способности железных и автомобильных дорог в районах ведения боевых действий, обеспечение воинских перевозок железнодорожным, автомобильным, воздушным транспортом. Основными задачами Департамента транспортного обеспечения являются управление транспортными войсками, поддержание их в постоянной боевой и мобилизационной готовности, организация транспортного обеспечения Вооружённых Сил, других воинских формирований. Предусмотрено, что по вопросам технического прикрытия железных и автомобильных дорог данный Департамент осуществляет координацию деятельности организаций железнодорожного и автомобильного транспорта (Белорусской железной дороги и др.). Общее руководство транспортными войсками осуществляет министр обороны, а непосредственное — начальник Департамента транспортного обеспечения, назначаемый на должность Президентом Республики Беларусь.

### США
Транспортный корпус США (англ. United States Army Transportation Corps (USATC)) — составная часть Вооружённых сил США, ответственен за транспортировку военнослужащих, техники и ресурсов по воздуху, суше (железнодорожным путям, автомобильным дорогам) и по воде (океаны, моря, реки).